# Camille Dalmais
Camille Dalmais znana jako Camille (ur. 10 marca 1978 w Paryżu) – francuska piosenkarka, autorka tekstów i okazyjnie aktorka. Poza swoją twórczością solową, znana jest także z występów z grupą Nouvelle Vague.

## Życiorys
Swoją pierwszą piosenkę Un Homme Déserté wykonała w wieku 16 lat na weselu. Od tej pory zaczęła śpiewać będąc pod wpływem muzyki folk z lat 60. i soul lat 70.
Biorąc lekcje śpiewu, jednocześnie występowała w paryskich klubach jazzowych, a w roku 2001 wystąpiła w filmie Les Morsures de l'Aube, wykonała także utwór La Vie la Nuit umieszczony na płycie ze ścieżką filmową. W roku 2002 rozpoczęła pracę nad swoim debiutanckim albumem Le Sac de Filles, jednocześnie odnosząc sukces wydając singel Demeure d'un Ciel.
W kwietniu 2004 dołączyła do Marca Collina i Oliviera Libaux w zespole Nouvelle Vague - będącego pod silnymi wpływami kierunku bossa nova. Zespół tworzy covery utworów nowej fali (ang. New wave) oraz post-punkowej klasyki muzycznej. Współwykonywała wówczas utwory: Too Drunk to Fuck, In a Manner of Speaking, The Guns of Brixton oraz Making Plans for Nigel.
7 kwietnia 2007 we współpracy z grupą MaJiKer wydała album Music Hole, poprzedzony singlami Gospel With No Lord oraz Money Note (11 lutego 2007).

## Dyskografia

### Albumy
- Le Sac des Filles (23 września 2002) Virgin/EMI
- Le Fil (14 lutego 2005) Virgin Records
- Live au Trianon (13 marca 2006) Virgin Records
- Music Hole (7 kwietnia 2008) Virgin Records
- Ilo Veyou (7 października 2011) Virgin/EMI
- Ilo Lympia (4 lutego 2013) Virgin/EMI
- Ouï (2017) Because Music

### Single
- Gospel with no lord (7 kwietnia 2008) Virgin Records
- Money note (7 kwietnia 2008) Virgin Records

## Nagrody i wyróżnienia
- 2005 — Prix Constantin za Le Fil.
- 2006 — Grupa lub artysta roku — Victoires de la musique za Le Fil.
- 2006 — Album roku — Victoires de la musique za Le Fil.
- 2006 — Breakthrough Live Act — Victoires de la musique[1].
- 2007 — BBC Radio 3 Awards for World Music (Winner, Europe)[3].
- 2009 — Grupa żeńska lub artystka roku — Victoires de la musique.